# 170012 Anithakar
170012 Anithakar è un asteroide della fascia principale. Scoperto nel 2002, presenta un'orbita caratterizzata da un semiasse maggiore pari a 2,7552849 UA e da un'eccentricità di 0,0361521, inclinata di 4,64698° rispetto all'eclittica.